# Konstantówka
Konstantówka – dawna wieś na Ukrainie na obszarze dzisiejszego rejonu kamioneckiego w obwodzie lwowskim. Leżała na północ od Zubowmostów.
Za II Rzeczypospolitej do 1934 roku wieś stanowiła (od 31 lipca 1908, wydzielnoną z obszaru dworskiego Zubowmosty) samodzielną gminę jednostkową w powiecie kamioneckim w woj. tarnopolskim. W związku z reformą scaleniową została 1 sierpnia 1934 roku włączona do nowo utworzonej wiejskiej gminy zbiorowej Kamionka Strumiłowa w tymże powiecie i województwie. Po wojnie wieś weszła w struktury administracyjne Związku Radzieckiego.
W czasie okupacji niemieckiej polski mieszkaniec wsi Karol Prask ukrywał tutaj 7 Żydów, za co w 1964 roku Instytut Jad Waszem uhonorował go tytułem Sprawiedliwego wśród Narodów Świata.